# Janusz Krasoń

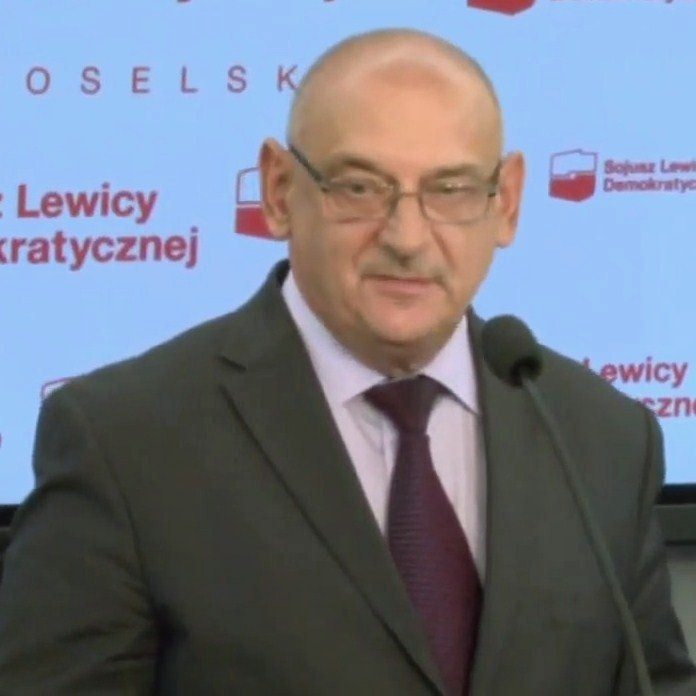
Janusz Krasoń (2011)

Janusz Mirosław Krasoń (* 15. November 1956 in Jawor) ist ein polnischer Politiker, ehemaliger Arbeitsinspektor und seit 2001 Abgeordneter des Sejm in der IV., V. und VI. Wahlperiode.
1979 machte er einen Abschluss an der Fakultät für Naturwissenschaften der Universität Breslau. Von 1979 bis 1990 war er Mitglied der Polska Zjednoczona Partia Robotnicza (Polnische Vereinigte Arbeiterpartei – PVAP), seit 1998 ist er Mitglied der Socjaldemokracja Rzeczypospolitej Polskiej (Sozialdemokratie der Republik Polen – SdRP) und 1999 wechselte er zum Sojusz Lewicy Demokratycznej (Bund der Demokratischen Linken – SLD). Er war Vorsitzender des Woiwodschaftsrats des SLD in Breslau in den Jahren 2001 bis 2004. Von 1975 bis 1983 war er Mitglied des Polnischen Sozialistischen Studentenbunds (Socjalistyczny Związek Studentów Polskich) und von 1983 bis 1989 Mitglied des Polnischen Sozialistischen Jugendverbands (Związek Socjalistycznej Młodzieży Polskiej), bei dem er Führungsfunktionen auf Regional- und Landesebene ausfüllte. In den Jahren 1983 bis 1990 arbeitete er als Vizedirektor der Abteilung für Jugend, Sport und Tourismus am Woiwodschaftsamt in Breslau.
In den Jahren 1998 bis 2001 saß er im Stadtrat von Breslau. In den Parlamentswahlen von 2001 und 2005 errang er ein Abgeordnetenmandat im Sejm über die Liste des SLD. 2007 wurde er über die Liste der Linke und Demokraten (LiD) mit 21.490 Stimmen für den Wahlkreis Breslau erneut in den Sejm gewählt. Er war Mitglied der Sejm Kommissionen für Staatliche Kontrolle und Verteidigung.
Am 22. April 2008 wurde er Mitglied der Fraktion Lewica.